# Skogsfjorden (Karlsøy)
Skogsfjorden er en fjord på nordsiden af Ringvassøya i Karlsøy kommune i Troms og Finnmark fylke  i Norge. Den er 5 kilometer lang, fra indløbet mellem Tisneset og Trollvikneset 0g går mod syd til Sørkjosen i bunden af fjorden. Fjorden ligger på sydsiden af Skagøysundet, med Rebbenesøya på nordsiden af sundet.
Bygden Skogsfjord ligger på østsiden af fjorden, og her ligger også gårdene Nygård, Solheim og Nyvoll. Lige nord for Skogsfjorden ligger bebyggelsen Mikkelvik. 
Fylkesvej 302 (Troms) går langs østsiden af fjorden. Fra Mikkelvik går færge til Bromnes på Rebbenesøya på den modsatte side af Skagøysundet, og også til Helgøya og Sør-Grunnfjord.